# Sten-Timmu Sokk
Sten-Timmu Sokk (Tallin, Estonia, 14 de febrero de 1989) es un jugador de baloncesto estonio. Con 1,84 metros de estatura, juega habitualmente en la posición de base. Ha representado a su país a nivel internacional. 

## Trayectoria
Sokk comenzó su carrera profesional en 2005, jugando para el Audentes/Noortekoondis de la Korvpalli Meistriliiga. En su primera temporada fue reconocido como Mejor Jugador Juvenil de la Korvpalli Meistriliiga. Jugando las siguientes dos temporadas para el Dalkia Nybit, recibiría nuevamente dos veces el mismo galardón.
En 2008 fichó con el Tartu Ülikooli, convirtiéndose en una pieza clave del equipo con el cual obtuvo un título local en la temporada 2009-10, tres ediciones de la Copa de Estonia (2009, 2010, 2011) y la Copa de la Liga Báltica en 2010.
Sokk dejó su país en 2012 para actuar como jugador extranjero en las ligas más importantes de Georgia y Rumania. Regresó a Estonia en el verano de 2014 para actuar con el BC Rakvere Tarvas, pero dejó el equipo a mitad de temporada y se mudó a Rusia en enero de 2015 para incorporarse al MBC Dinamo Moscú de la Superliga de Baloncesto.
En septiembre de 2015 se unió al BC Kalev/Cramo, iniciando un nuevo ciclo de campañas exitosas a nivel local. Ganó tres ediciones de la Korvpalli Meistriliiga (2015-16, 2016-17, 2017-18) y dos de la Copa de Estonia (2015-2016). Dejó a su club en 2018 para jugar en al A2 Ethniki de Grecia con el Iraklis BC, pero regresó al año siguiente para disputar dos temporadas más con el BC Kalev/Cramo, contribuyendo con su equipo en 2021 para que consiguieran los títulos de campeones de la Korvpalli Meistriliiga y de la Latvian-Estonian Basketball League.
Pasó en 2021 al TalTech Basketball, otro equipo estonio, pero dejó el club en enero de 2022 para regresar al campeonato de segunda división de Grecia y reforzar al Charilaos Trikoupis Messolonghi.

### Selección nacional
Entre 2004 y 2008 representó a su país en el Eurobasket Sub-16, el Eurobasket Sub-18 y el Eurobasket Sub-20.
Con la selección absoluta disputó el torneo de División B del Eurobasket 2011, y los Eurobasket de 2015 y 2022, además de haber jugado numerosos partidos en instancias de clasificación tanto al Eurobasket como a la Copa Mundial de Baloncesto.

## Vida personal
Es hijo de Tiit Sokk, medallista de oro olímpico con la selección de baloncesto de la URSS en los Juegos Olímpicos de Seúl 1988.
Su hermano mayor, Tanel Sokk, también es jugador profesional de baloncesto.